# 敦刻爾克圍城戰 (1944–1945)
敦刻尔克围城战是第二次世界大战期间的戰役。1944年9月，盟军加拿大第2师包围敦刻尔克，围城战就此开始。围城战一直持续到第二次世界大戰歐洲戰場結束后才告终。要塞城市中的德军部队经受住了盟军的试探性攻击；由于打通安特卫普更为重要，英国第21集团军群司令、元帅伯納德·蒙哥馬利决定让捷克斯洛伐克第1装甲旅控制住敦刻尔克的战局，围而不打。由海军上将弗里德里希·弗里齐乌斯指挥的敦刻尔克要塞最终在1945年5月9日向捷克斯洛伐克旅级集群司令官、准将阿洛伊斯·利什卡无条件投降，此时是德国投降后的第二天。

## 更多閱讀
- Copp, Terry. . Legion Magazine（英语：Legion Magazine）. 1 May 2001. ISSN 1209-4331.
- Fergusson, F. N.  (PDF). Canadian Participation in the Operations in North-West Europe 1944. Part IV: First Canadian Army in the Pursuit, 23 Aug – 30 Sep (报告). CMHQ Reports (No. 183) online (Historical Section, Canadian Military Headquarters). 1947  [15 November 2009]. OCLC 961861288. （原始内容 (PDF)存档于3 March 2016）.